# Тунгабхадра
Тунгабхадра (на каннада: ತುಂಗಭದ್ರ ನದಿ; на телугу: తుంగభద్ర) е река в Южна Индия, в щатите Карнатака и Андхра Прадеш, десен приток на Кришна. Дължината ѝ е 531 km (с дясната съставяща я река Бхадра 710 km), а площта на водосборния ѝ басейн – 71 417 km². Река Тунгабхадра се образува на 556 m н.в. от сливането на двете съставящи я реки Тунга (147 km, лява съставяща) и Бхадра (179 km, дясна съставяща), водещи началото си от източните склонове на планината Западни Гхати, на 10 km североизточно от град Шивамога в щата Карнатака. По цялото си протежение тече от югозапад на североизток през Деканското плато и на 25 km североизточно от град Карнулу (щата Андхра Прадеш) се влива отдясно в река Кришна (от басейна на Бенгалския залив на Индийския океан) на 267 m н.в. Основни притоци: леви – Тунга, Кумадвати, Варада; десни – Бхадра, Хагари. Подхранването ѝ е предимно дъждовно, с мусонен режим и лятно пълноводие. Средният годишен отток е в порядъка на 650 m³/s. В средното ѝ течение, при град Хоспет, е изграден големият язовир „Хосакота“ (площта на водното огледало е около 380 km², дължината и височината на преградната стена – съответно 2400 m и 49 m), от който тръгва система от иригационни канали, напояващи над 200 хил. ха земеделски земи. Освен това по течението ѝ функционират още няколко по-малки ВЕЦ-ове. На дясната съставяща я река Бхадра е изграден едноименен мощен хидровъзел. Долината ѝ е гъсто заселена, като най-големите градове са: Давангере и Карнулу.